# Сёмин, Андрей Евгеньевич
Андре́й Евге́ньевич Сёмин (21 октября 1971, Орёл, СССР) — советский и российский футболист, полузащитник; тренер.

## Карьера игрока
Воспитанник ДЮСШ «Спартак» Орёл (тренер А. В. Безручко). Дебютировал за основную команду города в 1985. Затем играл в любительском клубе «Янтарь», выступавшем в первенстве среди КФК под руководством А. З. Якубсона.
В 1988 году провел два матча за орловский «Спартак». В 1992 году дебютировал в чемпионате Молдавии, где провел всего 8 матчей за ФК «Олимпия» Бельцы, после чего вернулся в Орёл, где и выступал до конца сезона 1999. В 2000 году перешёл в Динамо (Брянск), где провел два с половиной сезона, после чего вновь вернулся в ФК «Орел». Возглавивший накануне сезона 2003 ФК «Орел» А. Б. Шелест не часто выпускал на поле 32-летнего полузащитника и в конце первого круга Андрей перешёл в «Авангард» (Курск).

## Тренерская карьера
В 2004 году Андрей Сёмин стал помощником А. Б. Шелеста в дебютном для «Орла» сезоне в Первой лиге. В 2008 году стал ассистентом Шелеста в ФК «Рига», однако в Латвии этот тренерский тандем задержался ненадолго. В 2009 году А. Б. Шелест и Сёмин работали в «Ставрополье-2009», однако клуб прекратил своё существование в том же году. С 2011 года Андрей Сёмин работал в дубле «Орла» сначала в качестве помощника, а затем и главного тренера. В 2013 году стал помощником А. Н. Аверьянова в ФК «Орел», а после исполняющим обязанности главного тренера команды.